# 誣告罪 (中華民國)
誣告罪，是《中華民國刑法》第十章的一個罪名，指妨礙審判權正常執行的犯罪。當原告作出虛假指控，致使公務員進行調查或偵查，使被告可能面臨刑罰或行政罰時，這個罪名就可能成立，可以處七年以下有期徒刑。
1929年中華民國最高法院「18年上字第33號判例」認為，誣告罪為妨害國家審判權之罪，故就其性質而論，其直接受害者是國家，意即國家因誣告而進行不當審判事務；至於個人受害，則是國家進行不當審判事務所發生之結果，與誣告行為不生直接之關係；所以此判例認為，原告以一訴狀誣告數人，僅能成立一個誣告罪。但2006年5月11日，該院發布「台資字第0950000413號公告」，以此判例「不合時宜」為由宣布不再援用此判例。
1929年中華民國最高法院「18年上字第1228號判例」要旨：「誣告罪之成立，固以向該管公務員誣告為要件；惟所謂『該管公務員』者，實包括有偵查犯罪權之一切公務員在內。」但此判例無裁判書全文可參考，依據2019年7月4日施行之《法院組織法》第57條之1第1項規定，應停止適用。
如果無故向警察機關謊報有人犯案，則有可能構成《中華民國刑法》第171條第1項之「未指定犯人誣告罪」，應處一年以下有期徒刑、拘役或新臺幣九千元以下罰金。

## 相關罪名
- 《中华民国刑法》偽證罪
- 《中华人民共和国刑法》诬告陷害罪